# Сунь Юньсюань
Сунь Юньсюа́нь (кит. трад. 孫運璿, упр. 孙运璿, пиньинь Sūn Yùnxuán; 11 ноября 1913, Пэнлай, Шаньдун, Китай — 15 февраля 2006, Тайбэй, Тайвань) — тайваньский политический деятель, Председатель Исполнительного юаня (1978—1984).

## Биография
В 1934 г. окончил Харбинский технологический институт, получив степень бакалавра электротехники.
В 1937—1940 гг. — инженер электростанции в провинции Цинхай. Во время Второй мировой войны в качестве инженера проходил стажировку в Tennessee Valley Authority (США).
В 1946—1962 гг. — сотрудник Тайвань Пауэр Компани, прошёл путь от инженера до вице-президента.
В 1964—1967 гг. по рекомендации Всемирного банка работал главой электроэнергетической корпорации Нигерии, увеличив объемы потребления электроэнергии в стране на 88 %.
В 1967—1968 гг. — министр связи,
в 1968—1978 гг. — министр экономики,
в 1978—1984 гг. — Председатель Исполнительного юаня Тайваня. Является одним из архитекторов «экономического чуда», инициировал ряд крупнейших инфраструктурных проектов, способствовал развитию высокотехнологичных отраслей промышленности, инициировал создание Исследовательского института, модернизировал работу экспортноориентированных отраслей.
В 1984 г. был вынужден уйти в отставку вследствие перенесенного инсульта и был назначен на должность старшего советника президента Китайской Республики.